# Championnat du Ghana de football 1990-1991
Navigation
Saison précédente Saison suivante
La saison 1990-1991 du Championnat du Ghana de football est la trente-deuxième édition de la première division au Ghana, la Premier League. Elle regroupe, sous forme d'une poule unique, les seize meilleures équipes du pays qui se rencontrent deux fois, à domicile et à l'extérieur. En fin de saison, pour permettre le passage du championnat de 16 à 14 clubs, les quatre derniers du classement sont relégués et remplacés par les deux meilleures formations de deuxième division.
C'est le club d'Asante Kotoko, tenant du titre, qui remporte à nouveau le championnat cette saison après avoir terminé en tête du classement final, avec sept points d'avance sur Hearts of Oak SC et neuf sur Great Olympics. C'est le seizième titre de champion du Ghana de l'histoire du club.

## Les clubs participants
| - Hearts of Oak - Asante Kotoko - Goldfields SC - Great Olympics - Real Tamale United - Bofoakwa Tano FC - Eleven Wise - Upper West Heroes - Promu de D2 | - Cornerstones Kumasi - Afienya United - Promu de D2 - Voradep FC - Dawu Youngstars - Promu de D2 - Kumapim Star - Brong Ahafo United - Okwahu United - Soccer Missionaries |

## Compétition
Le barème de points servant à établir les classements se décompose ainsi :
- Victoire : 2 points
- Match nul : 1 point
- Défaite : 0 point

### Classement
| Rang | Équipe              | Pts | J  | G  | N  | P  | Bp | Bc | Diff |
| ---- | ------------------- | --- | -- | -- | -- | -- | -- | -- | ---- |
| 1    | Asante KotokoT      | 44  | 30 | 18 | 8  | 4  | 42 | 20 | +22  |
| 2    | Hearts of Oak SC    | 37  | 30 | 14 | 9  | 7  | 35 | 21 | +14  |
| 3    | Great Olympics      | 35  | 30 | 12 | 11 | 7  | 33 | 26 | +7   |
| 4    | Real Tamale United  | 34  | 30 | 12 | 10 | 8  | 35 | 35 | 0    |
| 5    | Dawu YoungstarsP    | 33  | 30 | 8  | 17 | 5  | 29 | 22 | +7   |
| 6    | Okwahu United       | 32  | 30 | 8  | 16 | 6  | 27 | 20 | +7   |
| 7    | Goldfields SC       | 29  | 30 | 8  | 13 | 9  | 24 | 22 | +2   |
| 8    | Brong Ahafo United  | 28  | 30 | 10 | 8  | 12 | 24 | 26 | -2   |
| 9    | Afienya UnitedP     | 28  | 30 | 10 | 8  | 12 | 23 | 25 | -2   |
| 10   | Voradep FC          | 28  | 30 | 7  | 14 | 9  | 29 | 38 | -9   |
| 11   | Cornerstones Kumasi | 27  | 30 | 9  | 9  | 12 | 30 | 30 | 0    |
| 12   | Kumapim Star        | 27  | 30 | 8  | 11 | 11 | 32 | 41 | -9   |
| 13   | Bofoakwa Tano FC    | 26  | 30 | 8  | 10 | 12 | 28 | 31 | -3   |
| 14   | Eleven Wise         | 26  | 30 | 7  | 12 | 11 | 20 | 31 | -11  |
| 15   | Upper West HeroesP  | 25  | 30 | 6  | 13 | 11 | 20 | 28 | -8   |
| 16   | Soccer Missionaries | 21  | 30 | 6  | 9  | 15 | 23 | 40 | -17  |

|  | Qualification pour la Coupe des clubs champions africains 1992                        |
|  | Qualification pour la Coupe des Coupes 1992                                           |
|  | Qualification pour la Coupe de la CAF 1992                                            |
|  | Qualification pour la Coupe de l'UFOA 1992                                            |
|  | Relégation directe en deuxième division                                               |
|  | T : Tenant du titre C : Vainqueur de la Coupe du Ghana P : Promu de deuxième division |

## Bilan de la saison
| Championnat du Ghana de football 1990-1991 |                           |
| Champion                                   | Asante Kotoko (17e titre) |
| Coupes et trophées                         |                           |
| Vainqueur de la Coupe du Ghana 1990-1991   | Non disputée              |
| Qualifications continentales               |                           |
| Coupe des clubs champions africains 1992   | Asante Kotoko             |
| Coupe des Coupes 1992                      | Great Olympics            |
| Coupe de la CAF 1992                       | Real Tamale United        |
| Coupe de l'UFOA 1992                       | Dawu Youngstars           |
| Promotions et relégations                  |                           |
| Promus en Premier League                   | Neoplan Star              |
| Promus en Premier League                   | Akwatia Diamond Stars     |
| Relégués en Second League                  | Bofoakwa Tano FC          |
| Relégués en Second League                  | Eleven Wise               |
| Relégués en Second League                  | Upper West Heroes         |
| Relégués en Second League                  | Soccer Missionaries       |